# Kulinyi Zsigmond
Kulinyi Zsigmond (Szentes, 1854. március 29. – Szeged, 1905. június 6.) újságíró, lapszerkesztő.

## Életpályája
Kulinyi Bernát ruhakereskedő és Löffler Netti (1827–1864) fia. Középiskolai tanulmányait szülővárosában és Szegeden végezte. Jogi tanulmányokat folytatott a budapesti, majd a bécsi egyetemen, de később az újságírást választotta. 1873 és 1876 között a Szegedi Híradó munkatársa volt. Közben 1874-ben megalapította az Alföldi Iparlapot (Gelléri Mórral együtt). 1878-tól a Szegedi Napló főmunkatársa, majd 1884-től felelős szerkesztője volt. 1891-től a Szegedi Kereskedelmi és Iparkamara titkáraként dolgozott. Közéleti tevékenységéhez tartozik, hogy ő volt a Vidéki Hírlapírók Egyesületének alapítója és elnöke. Számos közgazdasági témájú írást publikált.
Házastársa Löffler Hanna volt, akivel 1882. október 22-én Aradon kötött házasságot.

## Fontosabb művei
- Árvíz után (Szeged, 1880)
- Szeged újabb története (Szeged, 1900)